# Parafia Niepokalanego Poczęcia Najświętszej Maryi Panny w Rawie Mazowieckiej
Parafia Niepokalanego Poczęcia Najświętszej Maryi Panny w Rawie Mazowieckiej – parafia należąca do dekanatu Rawa Mazowiecka diecezji łowickiej. Jest obsługiwana przez księży diecezjalnych. 
Obecny kościół parafialny pw. Niepokalanego Poczęcia NMP powstał na początku XVII wieku, jako kościół przy kolegium jezuickim. Mieści się przy placu Piłsudskiego.

## Obszar
Parafia obejmuje miejscowości: Chrusty, Głuchówek Kolonia, Huta Wałowska, Janolin, Kolonia Wałowice, Leopoldów, Lutkówka, Niwna, Pasieka Wałowska, Podlas, Stary Dwór, Sucha, Ścieki, Wałowice oraz następujące ulice Rawy Mazowieckiej: Akacjowa, Armii Krajowej, Browarna, Brzechwy, Chmielna, Cmentarna, Dąbrowskiej, Dolna, Fredry, Górna, Jasińskiego, Jeżowska, Kaczeńcowa, Kochanowskiego, Kolejowa, Konopnickiej, Konstytucji 3 Maja, Kościuszki, Krakowska (nry parzyste), Księże Domki, Laskowa, Łowicka, Makuszyńskiego, Mickiewicza, Murarska, Niepodległości (nry 1-7, 11), Niwna, Nowa, Ogrodowa, Orzechowa, Orzeszkowej, Osada, Parkowa, Piaskowa, Pl. Piłsudskiego (nry 1-8, 10-16), Piwna, Podmiejska, Polna, Południowa, Prusa, Sienkiewicza, Przemysłowa, Przechodnia, Różana, Sadowa, Skierniewicka, Słowackiego, Solidarności, Tatar, Tomaszowska, Tulipanowa, Tuwima, Wierzbowa, Willowa, Wiśniowa, Pl. Wolności, Kard. Stefana Wyszyńskiego, Wyzwolenia, Zapolskiej, Zielona, Zwolińskiego, Żeromskiego, Żmichowskiej, 1 Maja.

## Historia
Pierwsza parafia w Rawie Mazowieckiej założona została w drugiej połowie XII w., prawdopodobnie przez księcia mazowieckiego Ziemowita I. Pierwszy kościół parafialny, pw. św. Piotra Apostoła, został konsekrowany w 1160 r. W połowie XV w. zastąpił go drugi, pw. świętych Apostołów Piotra i Pawła.

## Architektura
Kościół wzniesiono w stylu baroku jezuickiego. Tworzy go nawa główna, zamknięta wielobocznym prezbiterium, wąskie nawy boczne z emporami na piętrze i zakrystia połączona korytarzem z plebanią (dawnym klasztorem). Nad wejściem góruje balkon chóru muzyczne go z rokokowym kartuszem na balustradzie. We wnętrzu kościoła, zdobionego polichromią, jest siedem osiemnastowiecznych barokowych ołtarzy. Ołtarz główny, w absydzie prezbiterium, mieści obraz Niepokalanego Poczęcia Najświętszej Maryi Panny z 1857 r. Ściany boczne prezbiterium zdobią malowidła przedstawiające Przemienienie Pańskie i Matkę Bożą Częstochowską. Tuż przy balustradzie usytuowano ołtarz boczny z obrazem św. Stanisława biskupa. W lewej nawie bocznej stoją ołtarze Matki Bożej Częstochowskiej i św. Stanisława Kostki, w prawej – św. Maksymiliana, św. Anny Samotrzeciej i Chrystusa Ukrzyżowanego. Zabytkowa jest także gotycka chrzcielnica z dawnego kościoła farnego, wykonana w końcu XIV w. z brązu. Pod kościołem mieszczą się krypty. Do budynku przylega klasycystyczna dzwonnica.

## Proboszczowie
Źródło: strona internetowa parafii
- ks. German Grabowski (1885–1911)
- ks. Mikołaj Bojanek (1911–1912)
- ks. Józef Szczucki (1912–1914)
- ks. Jan Garwoliński (1914)
- ks. Władysław Laskowski (1915–1932)
- ks. Wacław Zienkowski (1932–1940)
- ks. Franciszek Kowalski (1941–1950)
- ks. Stanisław Gajewski (1950–1959)
- ks. Stanisław Laudy (1960–1981)
- ks. Jan Świerżewski (1981–1984)
- ks. Mieczysław Iwanicki (1984–2013)
- ks. Bogumił Karp (od 2013)